# Amalia Domínguez de la Rosa
Amalia Domínguez de la Rosa (Bollullos Par del Condado, 19 de diciembre de 1907-Madrid, 25 de noviembre de 1995) fue una estadística española, víctima de la represión franquista. Fue una de las mujeres andaluzas de la Edad de Plata en España.

## Trayectoria
Domínguez nació en Bollullos Par del Condado, en la provincia de Huelva, el 19 de diciembre de 1907, en una familia terrateniente. Su padre era abogado. Residió en Huelva hasta los 25 años, cuando se trasladó a Madrid para hacer las oposiciones a un puesto en Estadística en el año 1933.
Obtuvo la plaza y empezó a trabajar como funcionaria estadística y conoció al madrileño José Enciso Gutiérrez, ingeniero industrial y también funcionario de Estadística. Contrajeron matrimonio civil el 12 de septiembre de 1936.

### Guerra civil española y exilio
Durante la Guerra civil española, su esposo fue destinado al frente del Ebro como parte de la ofensiva republicana. Ella se mudó primero a Valencia y, posteriormente, a Barcelona. En 1939, con la ofensiva de Cataluña del ejército franquista, Domínguez de la Rosa cruzó a Francia junto a otros parientes, a través de La Junquera.
En Francia, fue capturada y la trasladaron en vagones de carga por todo el país hasta Bar-sur-Seine, donde había una prisión en desuso. Al llegar al lugar la desnudaron, ducharon, despiojaron y llegaron a meterle desinfectante en la boca. Después cayó enferma de tifus y Marie Desbrest, una familiar francesa suya, la reclamó. Mientras, José Enciso, se encontraba preso en el campo de concentración de Argelès-sur-Mer, y también fue reclamado y partió a reunirse con ella.
El matrimonio se instaló en Lons-le-Saunier, cerca de la frontera suiza. Ambos comenzaron a trabajar, Domínguez de la Rosa como costurera y su marido daba clases de matemáticas.Quisieron exiliarse en México, pero al no pertenecer a ningún partido político, no lo consiguieron y se quedaron en Francia, aunque ante la llegada de las tropas alemanas a la ciudad, decidieron volver a España. En ese momento, a finales de 1940, Domínguez de la Rosa quedó embarazada y se casó por la iglesia con José. Regresaron a España a través de la frontera española de Portbou el 6 de noviembre de 1940, como lo documentó su hija, Marita, quien conservó el salvoconducto que el consulado de España en Lyon les expedió.

### Regreso
El matrimonio se instaló en Madrid, donde tuvieron a su hija. Él pasó un tiempo en la cárcel y ambos fueron depurados y apartados de la administración pública, por ser parte del bando sublevado durante la Segunda República española. En busca de trabajo para su marido, Domínguez de la Rosa y su familia se mudaron a San Sebastián, El Puerto de Santa María y Gijón. Falleció en Madrid, el 25 de noviembre de 1995.